# Rumunji u Vojvodini
Rumunji su jedna od nacionalnih manjina u autonomnoj pokrajini Vojvodini u Republici Srbiji.

## Jezik i vjera
Govore rumunjskim jezikom. Po vjeri su pravoslavni. 

## Naseljenost
Prema popisu iz 2002. u Vojvodini je živjelo 30.419 Rumunja, što ih je činilo 7. po brojnosti nacionalnom zajednicom. 
Najviše ih je u južnom i srednjem Banatu, a postoje manje zajednice u srednjoj zapadnoj Bačkoj
Naselja s apsolutnom ili relativnom većinom prema popisu 2002. su bila:
U Banatu:
- Uzdin (općina Kovačica),
- Jankov Most (općina Zrenjanin),
- Torak (općina Žitište),
- Lokve (općina Alibunar),
- Nikolinci (općina Alibunar),
- Seleuš (općina Alibunar),
- Grebenac (općina Bela Crkva),
- Barice (općina Plandište),
- Straža (općina Vršac),
- Orešac (općina Vršac),
- Vojvodinci (općina Vršac),
- Kuštilj (općina Vršac),
- Jablanka (općina Vršac),
- Sočica (općina Vršac),
- Mesić (općina Vršac),
- Markovac (općina Vršac),
- Mali Žam (općina Vršac),
- Malo Središte (općina Vršac),
- Ritiševo (općina Vršac).

U Banatu su Rumunji značajnom zajednicom u općinama Alibunar (26,47% Rumunja), Vršac (10,87% Rumunja), Kovačica, Plandište, Bela Crkva, Kovin, Pančevo, Opovo, Zrenjanin, Sečanj i Žitište.
Manje zajednice u Bačkoj gdje se rumunjski govori između 1 i 5% stanovnika su u Apatinu i Baču.

## Kultura
- rumunjski je jedan od šest službenih jezika u Vojvodini[1]
- tjednik Libertatea na rumunjskom jeziku

## Stanje po popisima
Statistike od 1880. do 1931. su bilježile govornike rumunjskog jezika, a od 1948. pa do 2002. kao narod. 
- 1880.: 69.668 (5,9%). Bili su 5. po brojnosti, iza Srba, Nijemaca, Mađara i Hrvata.
- 1890.: 73.492 (5,5%). Bili su 5. po brojnosti, iza Srba, Nijemaca, Mađara i Hrvata.
- 1900.: 74.718 (5,2%). Bili su 5. po brojnosti, iza Srba, Nijemaca, Mađara i Hrvata.
- 1910.: 75.223 (5%). Bili su 4. po brojnosti, iza Srba, Nijemaca, Mađara. Pretekli su Hrvate jer je metodologija popisa iz 1910. "pojela" znatan broj Hrvata i Nijemaca u korist Mađara.
- 1921.: 65.197 (4,3%). Bili su 5. po brojnosti, iza Srba, Mađara, Nijemaca i Hrvata.
- 1931.: 78.000 (5%). Bili su 5. po brojnosti, iza Srba, Mađara, Nijemaca i Hrvata.
- 1948.: 59.263 (3,6%). Bili su 5. po brojnosti, iza Srba, Mađara, Hrvata i Slovaka.
- 1953.: 57.218 (3,4%). Bili su 5. po brojnosti, iza Srba, Mađara, Hrvata i Slovaka.
- 1961.: 57.259 (3,1%). Bili su 5. po brojnosti, iza Srba, Mađara, Hrvata i Slovaka.
- 1971.: 52.987 (2,7%). Bili su 5. po brojnosti, iza Srba, Mađara, Hrvata i Slovaka.
- 1981.: 47.289 (2,3%). Bili su 5. po brojnosti, iza Srba, Mađara, Hrvata i Slovaka.
- 1991.: 38.832 (1,9%). Bili su 7. po brojnosti, iza Srba, Mađara, osoba izjašnjenih kao Jugoslavena, Hrvata, Slovaka i Crnogoraca.
- 2002.: 30.419 (1,5% stanovnika) Bili su 7. po brojnosti, iza Srba, Mađara, Slovaka, Hrvata, osoba izjašnjenih kao Jugoslavena i Crnogoraca.

## Poznate osobe
- Ilie Lupulescu, jug. stolnoteniski reprezentativac
- Vasko Popa, srpski pjesnik
- Emil Petrovici, rumunjski jezikoslovac

## Vanjske poveznice
- Rumunji u Vojvodini  Arhivirana inačica izvorne stranice od 22. svibnja 2009. (Wayback Machine)
- Rumunji u Banatu
- Vesna Čekić. 24. listopada 2002. ([[srp.]]) Živeti zajedno - Manjinske nacionalne zajednice u Vojvodini: Rumuni (srpski). Dnevnik. Inačica izvorne stranice arhivirana 14. veljače 2012. Pristupljeno 18. svibnja 2007. Sukob URL-a i wikilinka (pomoć)